# Provinciale weg 442
De provinciale weg 442 (N442) is een provinciale weg in de provincie Zuid-Holland. De weg vormt een verbinding tussen de N208 in het centrum van Hillegom en eindigt nabij De Zilk in een aansluiting op de N206. Deze aansluiting is alleen voor verkeer in zuidelijke richting (richting Noordwijk en Leiden). Verkeer in noordelijke richting (richting Haarlem) dient gebruik te maken van het onderliggende wegennet, dat ten zuiden van Vogelenzang aansluit op de N206.
De weg is uitgevoerd als tweestrooks-erftoegangsweg met buiten de bebouwde kom een maximumsnelheid van 60 km/h. In de gemeente Hillegom heet de weg Wilhelminalaan en Beeklaan. In de gemeente Noordwijk draagt de weg de straatnaam Hoogduinweg. De weg wordt onder andere gekruist door de Oude Lijn en de daaraan parallel verlopende Leidsevaart. De weg geldt als noordelijkste dwarsverbinding van de Duin- en Bollenstreek.
De provincie Zuid-Holland is verantwoordelijk voor het beheer van het weggedeelte tussen de bebouwde komgrens van Hillegom en de aansluiting op de N206 nabij De Zilk. Het gedeelte binnen de bebouwde kom van Hillegom wordt beheerd door de gelijknamige gemeente.
N23 · N194 · N196 · N197 · N198 · N199 · N200 · N201 · N202 · N203 · N204 · N205 · N206 · N207 · N208 · N209 · N210 · N211 · N212 · N213 · N214 · N215 · N216 · N217 · N218 · N219 · N220 · N221 · N222 · N223 · N224 · N225 · N226 · N227 · N228 · N229 · N230 · N231 · N232 · N233 · N234 · N235 · N236 · N237 · N238 · N239 · N240 · N241 · N242 · N243 · N244 · N245 · N246 · N247 · N248 · N249 · N250 · N307

N401 · N402 · N403 · N404 · N405 · N406 · N407 · N408 · N409 · N410 · N411 · N412 · N413 · N414 · N415 · N416 · N417 · N418 · N419 · N420 · N421 · N439 · N440 · N441 · N442 · N443 · N444 · N445 · N446 · N447 · N448 · N449 · N450 · N451 · N452 · N453 · N454 · N455 · N456 · N457 · N458 · N459 · N460 · N461 · N462 · N463 · N464 · N465 · N466 · N467 · N468 · N469 · N470 · N471 · N472 · N473 · N474 · N475 · N476 · N477 · N478 · N479 · N480 · N481 · N482 · N483 · N484 · N487 · N488 · N489 · N490 · N491 · N492 · N493 · N494 · N495 · N496 · N497 · N498 · N501 · N502 · N503 · N504 · N505 · N505 (Andijk) · N506 · N507 · N508 · N509 · N510 · N511 · N512 · N513 · N514 · N515 · N516 · N517 · N518 · N519 · N520 · N521 · N522 · N523 · N524 · N525 · N526 · N527 · N806 · N830 · N848

Cursief vermelde wegen zijn voormalige Provinciale wegen